# Loschwitz

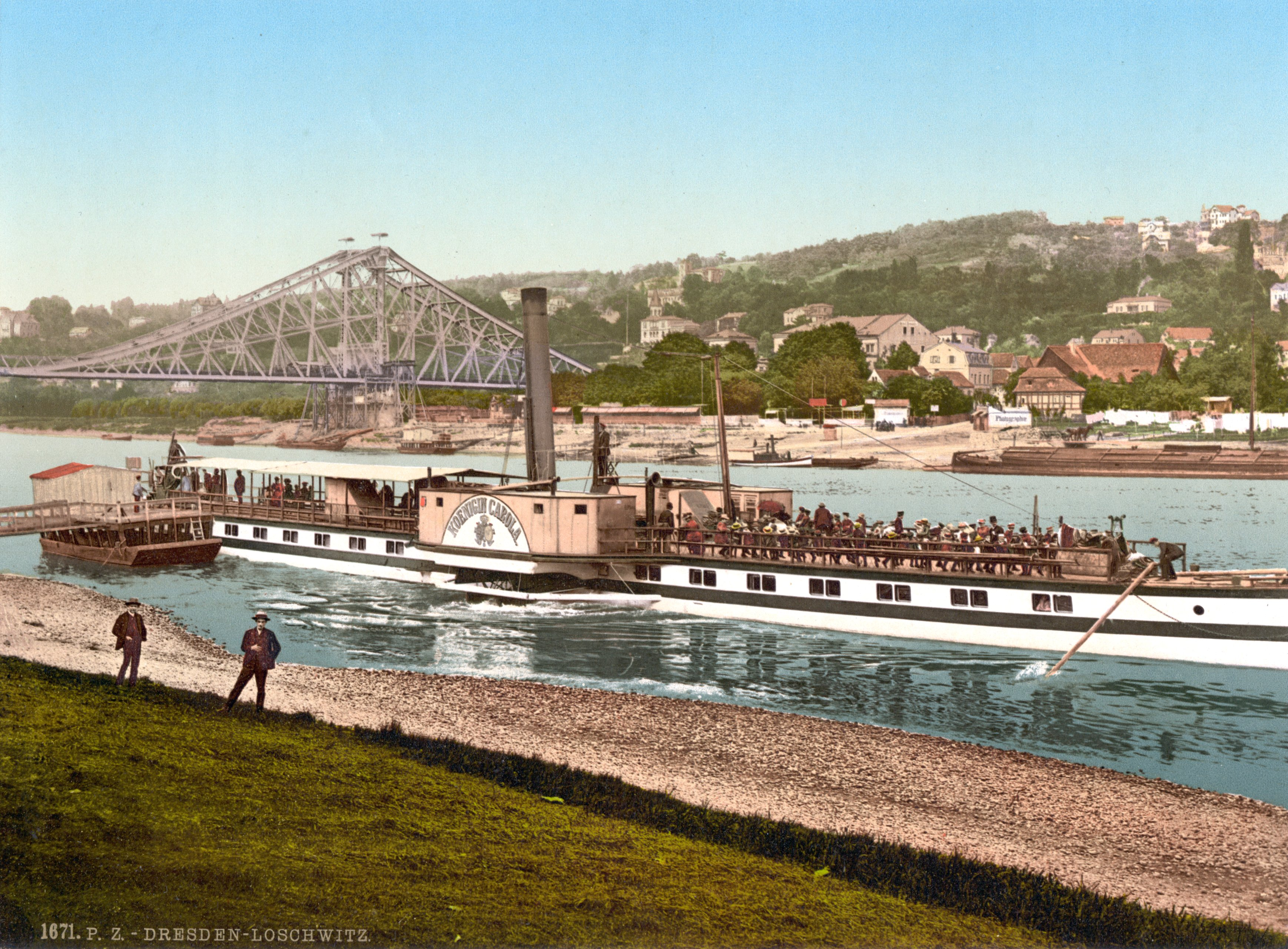
Loschwitz i most Blaues Wunder widziane z południowego brzegu Łaby w roku 1900

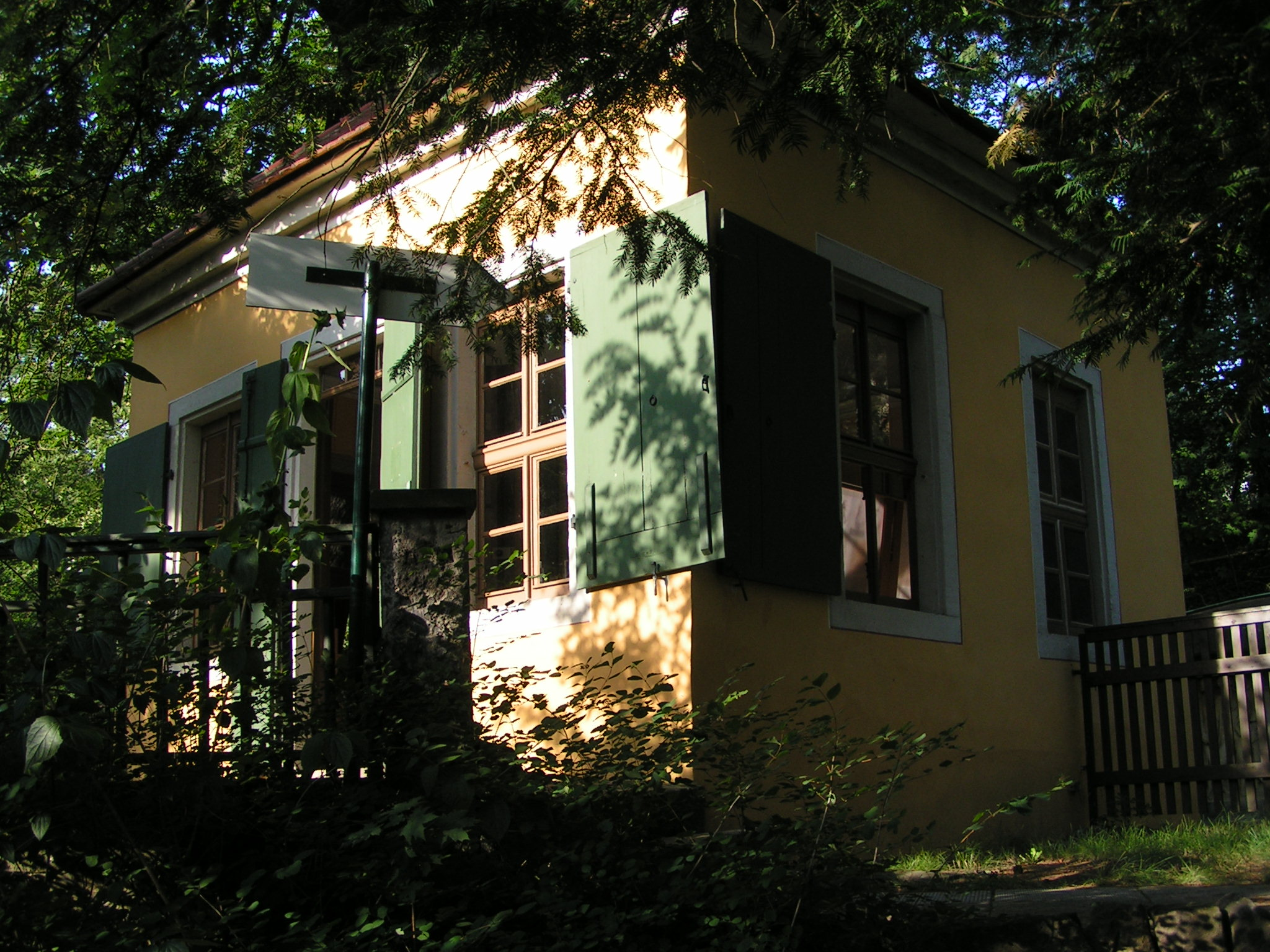
Dom Schillera

Loschwitz – jedna z dzielnic niemieckiego Drezna, położona na północ od Łaby, we wschodniej części miasta. Obecnie dzielnica willowa, kiedyś znajdowało się w niej uzdrowisko. Od północy graniczy z dzielnicami Weißer Hirsch i z Wachwitz, a od wschodu - z dzielnicą Bühlau. Dzielnica jest połączona mostem Loschwitzer (potocznie Blaues Wunder) z południową, leżącą za Łabą, częścią miasta (dzielnica Blasewitz).
Dzielnica leży na zboczach wzgórz, znajduje się tam także jeden z miejskich punktów widokowych znany jako Luisenhof - nazwany tak od imienia arcyksiężniczki Luizy, żony ostatniego króla Saksonii Fryderyka Augusta III. W dzielnicy działa także Schwebebahn Dresden - najstarsza kolej podwieszana na świecie - łącząca Loschwitz z Oberloschwitz, a także druga linia kolei linowej - Standseilbahn Dresden, biegnąca do Weißer Hirsch.
Miejscowość Loschwitz była po raz pierwszy wzmiankowana w 1227 r. Obecną nazwę nosi od 1571 r. W XI w. nad Łabą zaczęto uprawiać winorośl. W 1660 r. elektor saski Jan Jerzy II polecił utworzyć w Loschwitz winnice i oddać je chłopom w zamian za czynsz. Od XVIII w. miejska elita polityczna i artyści zaczęli wznosić na obszarze obecnej dzielnicy domy letniskowe. Miejscowi właściciele winnic stopniowo sprzedawali swoje grunty stając się robotnikami. W 1805 r. wygnany z Anglii z powodu swojej orientacji homoseksualnej lord James Ogilvy, Earl of Findlater, zakupił kilka działek na tarasach Łaby i rozpoczął budowę pałacu, której nie udało mu się zakończyć. Od 1850 r. rozpoczął się ostateczny upadek miejscowych winnic. Jego przyczyną było wyjałowienie ziemi przez monokulturową uprawę, import wina z południowej Europy i kryzys całej branży winiarskiej. Winnice zostały przekształcone w ogrody warzywne i sady, które przynosiły większe zyski. Najchętniej uprawiano morele, brzoskwinie, śliwki, szparagi i jagody. W 1885 r. przywleczona z Ameryki filoksera ostatecznie zniszczyła winnice. Wkrótce miejsca pól uprawnych zajęły domy szlachty i arystokracji finansowej.
Mieszkali tu m.in.: Manfred von Ardenne, Heinrich Schütz, Theodor Körner, Carl Maria von Weber i Gerhard von Kügelgen. W dzielnicy przez krótszy czas mieszkali też: Johann Wolfgang von Goethe, Friedrich Schiller, Caspar David Friedrich, Heinrich von Kleist, Ernst Moritz Arndt, Novalis, Karl Friedrich Schinkel, Ludwig Tieck, bracia Aleksander i Wilhelm von Humboldt, Wolfgang Amadeus Mozart, Leopold Auer i Anton Graff.
Dzielnica ta była i jest jednym z najbardziej luksusowych miejsc zamieszkania w Niemczech. W latach 20. i 30. ceny tamtejszych gruntów i nieruchomości należały do najwyższych w Europie. Swoje domy mieli w niej najbogatsi i najbardziej znaczący mieszkańcy miasta.